# Milota z Dědic
Milota z Dědic († 1307) pocházel z významného rozrodu Benešoviců. Ti se ve 13. století rozdělili na pány z Bechyně, z Benešova, z Kravař, z Dubé, a z Dědic.

## Životopis
Milotovým otcem byl Vok z Benešova (1219–1222). Milota měl pravděpodobně 7 bratrů. Nejstarší byl Beneš ze Cvilína, dalším byl Tobiáš z Bechyně (z Benešova), pozdější pražský biskup, dále Robert, který předčasně zemřel a Ondřej, zakladatel rodu z Tvorkova. Dalšími bratry pravděpodobně byli Vok z Kravař a Benešova, Zbyslav (zakladatel větve ze Štrálku) a Jan (zakladatel větve z Bučovic).

### Ve službách krále Přemysla II.
Roku 1265 si zjednal král Přemysl Otakar II. pořádek a postavil se proti odbojné šlechtě. Milota byl zatčen společně se svým bratrem Benešem a rakouským šlechticem Otou z Meissova. Všichni byli uvězněni na hradě Veveří. Zatímco Milota byl uznán nevinným a propuštěn, zbývající dva byli popraveni. Milota se dokonce stal Přemyslovým přítelem, roku 1271 vystupoval jako svědek na mírové smlouvě s uherským králem Štěpánem V. Král ho též ustanovil zemským hejtmanem ve Štýrsku a udělil mu funkci moravského komorníka. Milota získal na Moravě v jižní části Drahanské vrchoviny území, na nichž založil hrad Dědice. S predikátem „z Dědic“ se Milota uvádí poprvé roku 1278. Nedlouho poté také získal Kvasice, kde nechal vystavět vodní tvrz dosud zachovanou ve hmotě dnešního zámku.
Významným zlomem v Milotově životě byla bitva na Moravském poli (26. srpna 1278), po níž na něm ulpěla pohana zrádce (zdůrazňovaná zejména v dobách národního obrození, v ovzduší nevraživosti ke šlechtě). Nic takovéto ale neblahé Milotově roli nenasvědčuje. Už dva roky předtím, když v rakouských zemích vypuklo proti Přemyslově vládě povstání šlechty podporované Rudolfem Habsburským, musel se Milota se zbytky českých posádek ze Štýrska doslova probít na sever do Čech. I v nastalých dramatických časech, jež nakonec vyvrcholily konečným střetnutím, zachoval Milota králi věrnost a neúčastnil se odboje Vítkovců a Hrabišiců. V bitvě samotné mu byl svěřen čestný úkol vést první sled jízdy „železných pánů“ – a když jim během střetu vpadla nečekaně do boku záloha, pokusil se zřejmě zachránit situaci tím, že se skupinou rytířů útočníky objede a zaútočí na ně zezadu. Bohužel to mnozí pochopili jako ústup, vypukl ještě větší zmatek a bitva byla definitivně ztracena.

### Pozdní období
V roce 1296 převzal Milota od svého bratra, biskupa Tobiáše, stavbu hradu Konopiště, kterou dokončili až jeho synové Beneš a Tobiáš (Dobeš). Roku 1302 Milota vlastnil hrad ve Strážnici, roku 1306 nechal zvelebit klášter v Benešově.
Zdá se, že Milotovi synové zůstali na Konopišti a opustili otcovy statky na Moravě, případně tam nechali pouze své purkrabí. Hrad v Dědicích a nový hrad Stagnov na Vyškovsku, jakožto i hrad Konopiště získali po smrti Beneše a Tobiáše Šternberkové, Strážnici zase vlastnili od roku 1328 příbuzní páni z Kravař. V držení Milotových potomků zůstaly pouze Kvasice.